# The Spencer Davis Group

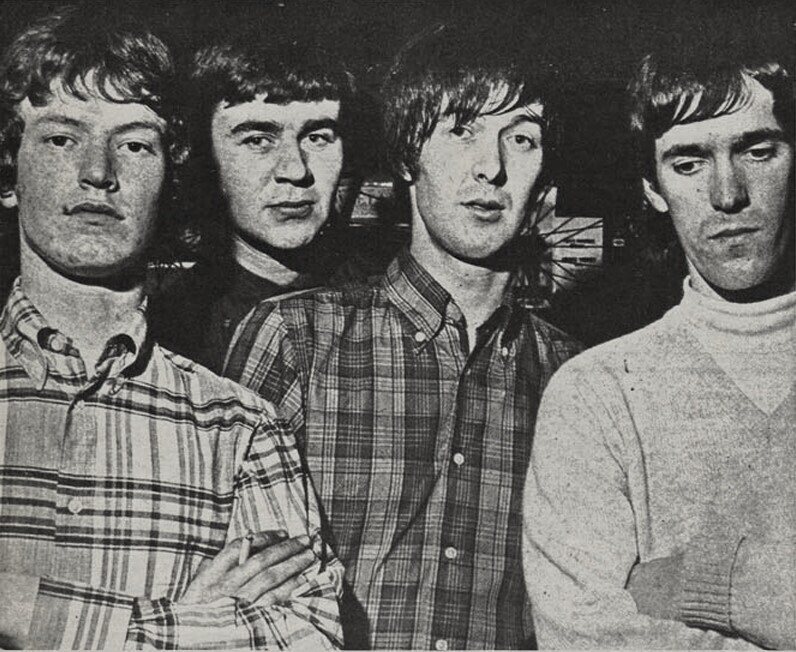
Spencer Davis Group 1966

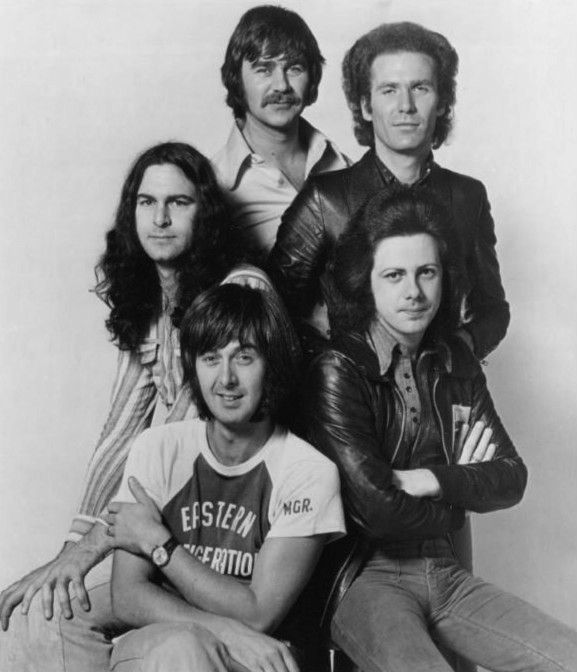
Spencer Davis Group 1974

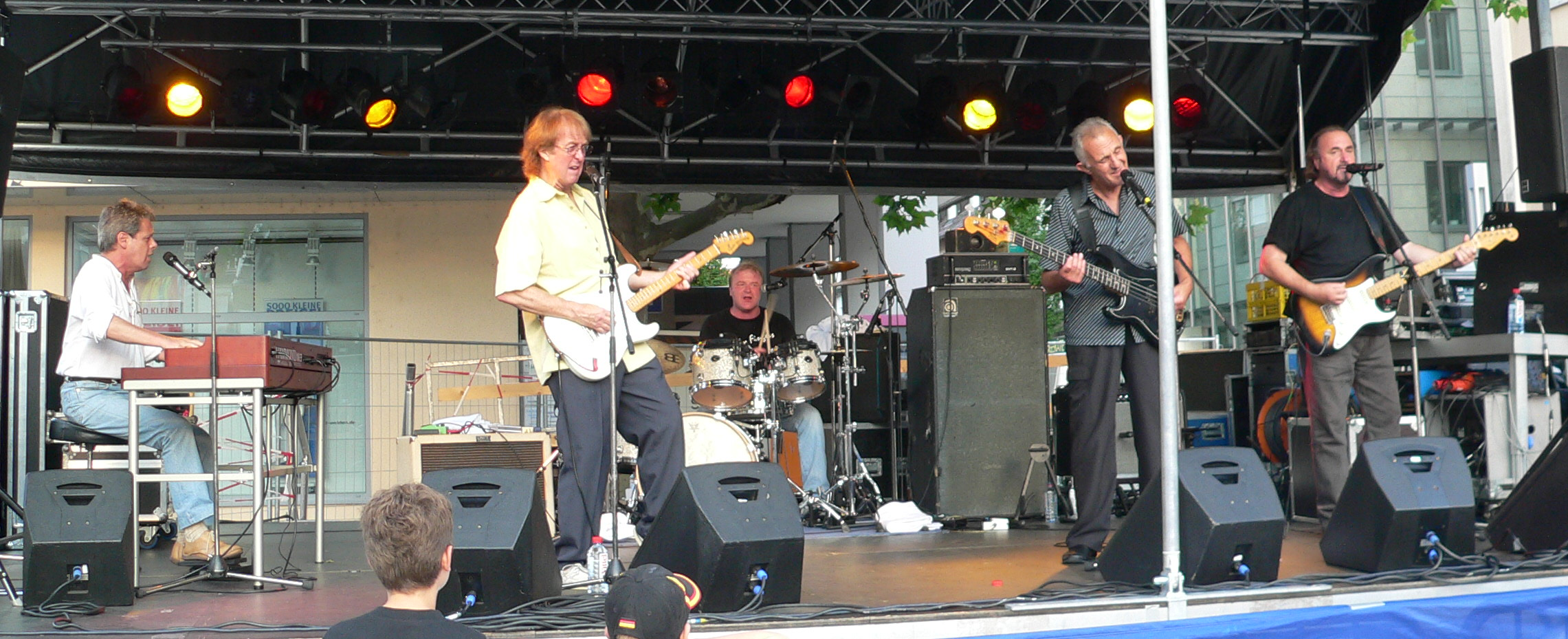
Spencer Davis Group 2006

The Spencer Davis Group, brittisk musikgrupp bildad 1963 i Birmingham, England av bröderna Muff Winwood (basgitarr) och Steve Winwood (gitarr/orgel/sång). Först gick de under gruppnamnet The Muff Woody Jazz Band, men när gitarristen Spencer Davis tillkom bytte man till ovanstående namn. Detta var mest för att det var Davis som tog hand om intervjuer med media. I övrigt bestod gruppen också av trummisen Pete York.
De började sin karriär med att spela in covers på amerikansk R&B och blues. Debutsingeln blev John Lee Hookers "Dimples". Deras tre efterföljande singlar nådde låga placeringar på den brittiska topp-40-listan.
De slog så slutligen igenom stort i hemlandet med femte singeln "Keep On Running" som tog sig upp på första platsen i november 1965. I "Keep On Running" används en så kallad fuzzbox som kopplades till gitarren och det var något nytt och spännande för tiden. Låten var skriven av låtskrivaren Jackie Edwards efter att deras producent Chris Blackwell velat att gruppen skulle satsa på nyskrivet material. Den var även en mindre hit på andra sidan Atlanten. Nästa singel "Somebody Help Me", även den skriven av Edwards gick också upp på förstaplatsen i Storbritannien. "When I Come Home" var även den en hit, och det var gruppens första Tio i topp-hit i Sverige.
Nu började gruppen skriva sitt eget material. Detta resulterade i "Gimme Some Lovin'" 1967 som slog igenom stort i USA (något mer blygsamt i Europa, men ändå en stor hit där också). Den rytmiska "I'm a Man" följde och blev även den en framgång. Detta var också gruppens största hit i Sverige. Då Winwood lämnade gruppen strax efter att "I'm a Man" släppts för att forma Traffic förlorade Spencer Davis Group sin låtskrivare. De fick inte heller några fler stora hits, även om singlarna "Time Seller" och "Mr. Second Class" kort listnoterades på de lägre regionerna av brittiska singellistan.
Spencer Davis Group upplöstes 1969. Gruppen återförenades 1973 med Davis, Fenwick, Hardin och York, samt nykomlingen Charlie McCracken på basgitarr. Gruppen släppte albumet Gluggo (1973) och Living in a Back Street (1974) innan den upplöstes.
The Spencer Davis Group gör fortfarande omfattande turnéer i USA och Europa, men med två olika uppsättningar. Spencer Davis själv avled 2020.

## Diskografi
EP
- Every Little Bit Hurts (1965)
- You Put the Hurt On Me (1965)
- Sittin' and Thinking (1966)

Album
- Their First LP (1965)
- Their Second Album (1965)
- Autumn '66 (1966)
- I'm a Man (1967)
- Funky (1968)
- Gluggo (1973)
- Time Seller (2002)